# Кинг, Дэвид (учёный)
Сэр Дэ́вид Э́нтони Кинг (англ. David Anthony King; род. 12 августа 1939, Дурбан, ЮАР) — британский учёный и общественный деятель, физикохимик, эксперт в области изменения климата.
Член Лондонского королевского общества (1991), доктор философии, профессор.
Рыцарь с 2003 года.
В 2000—2007 гг. главный научный советник правительства Великобритании.
В 2013—2017 гг. спецпредставитель по вопросам изменения климата министра иностранных дел Великобритании.
В 1987—2000 гг. профессор Кембриджа.
В 2008—2012 гг. в Оксфорде.
На протяжении 14 лет, с 1974 года, являлся профессором Ливерпульского университета, в 2009—2013 гг. его канцлер.
Отмечен медалью Румфорда Лондонского королевского общества (2002) и Melchett Award (2016).

## Биография
Учился в St John's College, Johannesburg и Витватерсрандском университете, получил степень с отличием по химии, а также степень доктора философии.
С 1966 года лектор в Университете Восточной Англии.
В 1974-88 годах именной профессор Brunner Professor of Physical Chemistry Ливерпульского университета.
В 1988—2006 гг. занимал именную кафедру 1920 Chair of Physical Chemistry в Кембридже.
В 1993—2000 гг. заведующий кафедрой химии Кембриджа.
В 1995—2000 годах мастер кембриджского Даунинг-колледжа, с 2001 г. его почётный фелло.
В 2008—2012 гг. в Оксфорде.
В 2009—2013 гг. канцлер Ливерпульского университета.
Президент Британской научной ассоциации (2008—2009).
Иностранный член Американской академии искусств и наук (2002).
Удостоился 23 почётных степеней по всему миру, в частности Ливерпульского университета (2001), почётный доктор Преторийского университета.
Опубликовал более полутысячи работ, в частности 12 статей в Nature. Автор The Hot Topic: How to Tackle Global Warming and Still Keep the Lights On.